# NHK匹見ラジオ中継放送所
NHK匹見ラジオ中継放送所（エヌエイチケイひきみラジオちゅうけいほうそうしょ）は、島根県益田市の旧美濃郡匹見町域に置かれているNHK松江放送局ラジオ第1放送の中継局である。

## 概要
- 当ラジオ中継放送所は、益田市匹見町匹見の益田市役所匹見総合支所東方に置かれ、旧匹見町域及び周辺地域へ電波を発射している。
- なお、NHKラジオ第2放送とBSS山陰放送ラジオ及びテレビ放送は、益田中継局などを受信している。

## 送信施設概要
| 放送局名   | 周波数（kHz） | 空中線電力 | 放送対象地域 | 放送区域内世帯数 | 空中線形式       | 開局日                   |
| NHK松江第1 | 1584          | 100W       | 島根県       | 約1100世帯       | 頂部負荷付垂直形 | 1965年（昭和40年）3月5日 |

- 空中線地上高：71.6m